# Жупанија Сату Маре
Сату Маре (рум.  — „Велико Село”, мађ. Szatmár) је округ у републици Румунији, у њеном крајњем северозападном делу. Управно средиште округа је истоимени град, а битан је и град Кареј.

## Положај
Округ Сату Маре је погранични округ према Мађарској на западу и Украјини ка северу. Са других стана окружују га следећи окрузи:
- ка истоку: Марамуреш
- ка југу: Салаж
- ка југозападу: Бихор

## Природни услови
Округ већим, северним делом припада румунском делу историјске покрајине Марамуреш, док је остатак на југу у оквиру покрајине Кришана. Сату Маре округ је западном трећином равничарски и панонски, док је остатак брдско-планински (планина из ланца Карпата). Река Самош протиче средином округа у правцу исток - запад.

## Становништво
Сату Маре спада у вишенационалне округе Румуније и по последњем попису из 2002. године структура становништва по народности је била следећа:
- Румуни - 58,8%
- Мађари - 35,2%
- Роми - 3,5%
- Немци - 1,7%